# Seriphidium heptapotamicum
Seriphidium heptapotamicum là một loài thực vật có hoa trong họ Cúc. Loài này được (Poljakov) Ling & Y.R.Ling miêu tả khoa học đầu tiên năm 1988.